# Inveja

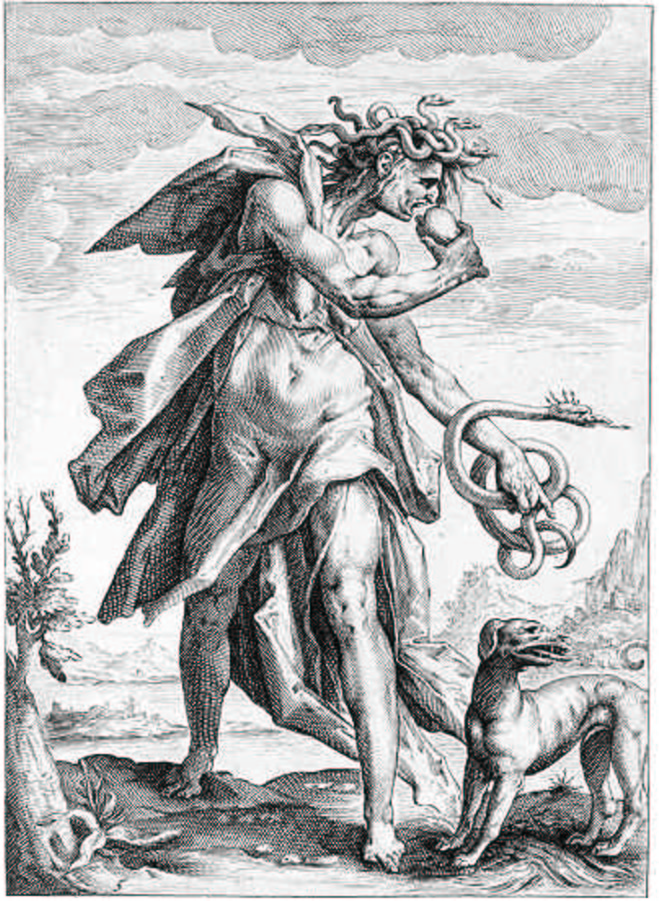
A inveja, conforme Sebastián de Covarrubias, gravura século 16

Inveja ou invídia, é um sentimento de angústia, ou mesmo raiva, perante o que o outro tem. Este sentimento pode gerar o desejo de ter exatamente o que o outro tem (tanto coisas materiais como qualidades inerentes ao ser), sendo isso uma possível consequência da inveja e não a inveja em si, podendo essa ter outras demais consequências ou não. Esse sentimento é comum na espécie humana e pode ser encontrado em outros animais além deste, demonstrando ter um marco  biológico por trás de sua evolução através das espécies.
A inveja pode ser definida como o sentimento de frustração e rancor gerado perante uma vontade não realizada de possuir os atributos ou qualidades de um outro ser, pois aquele que deseja tais virtudes é incapaz de alcançá-la, seja pela incompetência e limitação física, seja pela intelectual. Além disso, pode ser considerada um sintoma em certos transtornos de personalidade, como no Transtorno de Personalidade Borderline, no Transtorno de Personalidade Passivo-Agressiva e no Transtorno de Personalidade Narcisista.
A inveja é um dos sete pecados capitais na tradição católica (CIC, número 1866).